# Accord de libre-échange entre le Canada et le Chili
L'accord de libre-échange entre le Canada et le Chili (ALÉCC) est un accord de libre-échange signé le 5 décembre 1996 et qui est entré en application le 5 juillet 1997. C'est le premier accord de libre-échange du Chili et le premier du Canada avec un pays d'Amérique du Sud. 
En plus d'inclure une suppression des droits douaniers de près de 75 % des marchandises échangées entre les deux pays, l'accord inclut des dispositions pour la protection des investissements. Durant les années 2000 et 2010, l'accord est l'objet de plusieurs amendements pour étoffer son champ d'action, tant sur l'accès au marché public, les règlements des conflits, les barrières non tarifaires, les mesures sanitaires ou encore les services financiers.